# Bobby Naret
Robert « Bobby » Naret (né en 1914 à Liège, mort en 1991 à Bruxelles) est un saxophoniste et clarinettiste de jazz belge.

## Biographie
Naret joue à Bruxelles en 1930 avec Lucien Hirsch et son orchestre (enregistrements pour Columbia), à la fin des années 1930 avec Fud Candrix, à partir de 1940, Gus Deloof, Chas Dolne et Jeff De Boeck et His Metro Band. En mars 1942, il enregistre pour le label Olympia sous son propre nom (Bobby Naret et ses mélodistes) plusieurs titres tels que Seul ce soir. En avril 1942 et à nouveau en mars 1943, il se produit avec Candrix lors d'une session d'enregistrement de Django Reinhardt (Place de Brouckere, Bei dir war es immer so schön). Il travaille avec Candrix à Berlin lorsque l'Orchestre Candrix accompagne la chanteuse Ilse Werner (Wir machen Musik). En 1943, il joue à Paris avec Aimé Barelli, 1943-1944 à Bruxelles avec Gus Clark, Ernst van't Hoff et Robert De Kers. Il accompagne également le chanteur Eddy Christiani. En 1944, il joue avec son big band (Bobby Naret et son Orchestre) pour Decca Records, notamment Bésame mucho (avec Martha Love) sur un arrangement de David Bee, Peter Packay et Frank Engelen. En 1945 et 1947, il se produit avec son orchestre dans des clubs militaires américains. Le Hot Club de Belgique l'élit en 1946  meilleur saxophoniste de Belgique (avec Jean Omer). En 1956, il part en tournée au Zaïre avec Rudy Bruder. En 1962, il participe au festival de Comblain avec des vétérans du jazz, avant de disparaître de la scène jazz. Dans le domaine du jazz, il participe à 69 sessions d'enregistrement entre 1931 et 1953, plus récemment avec les Peters Sisters et Billy Moore Jr. et son orchestre.

## Source de la traduction
- (de) Cet article est partiellement ou en totalité issu de l’article de Wikipédia en allemand intitulé « Bobby Naret » (voir la liste des auteurs).